# Стенлі Мандельштам
Стенлі Мандельштам (англ. Stanley Mandelstam; 12 грудня 1928 Йоганнесбург, ПАР — 11 червня 2016, Берклі, Каліфорнія, США) — американський фізик-теоретик південноафриканського походження, який працював  галузі фізики елементарних частинок, квантової теорії поля і теорії струн.
У 1952 році закінчив Вітватерсрандський університет і здобув ступінь бакалавра (B.Sc.) за фахом інженер-хімік. Після цього продовжив навчання у Великій Британії та у 1954 році здобув ступінь бакалавра мистецтв (B.A.) у Триніті-коледжі Кембриджського університету, а в 1956 році — докторський ступінь (Ph.D.) у Бірмінгемському університеті. Тема дисертації — «Деякі дослідження по теорії і додатків рівняння Бете-Солпітера» (Some contributions to the theory and application of the Bethe-Salpeter equation), науковим керівником був Річард Далітц, а як другий керівник іноді вказується Пол Тонтон Метьюз.